# Incendio de Chandreja de Queija (2025)
El Incendio de Chandreja de Queija comenzó el 11 de agosto de 2025 en el municipio de Chandreja de Queija, en la provincia de Orense, Galicia, España. El fuego afectó principalmente zonas forestales de la comarca y obligó a la evacuación del campamento de montaña de Manzaneda y de varios núcleos poblacionales cercanos.

## Desarrollo
El incendio se inició durante la tarde del 11 de agosto de 2025 y se extendió rápidamente debido a las altas temperaturas y la sequedad de la vegetación. En pocas horas, más de 3.000 hectáreas fueron afectadas, convirtiéndose en uno de los peores incendios forestales registrados en Galicia en los últimos años.
El alcalde de Chandreja de Queija señaló que existían dudas sobre la intencionalidad del incendio, aunque no se confirmó oficialmente ninguna causa definitiva. Las autoridades locales y autonómicas activaron los protocolos de emergencia, movilizando a la Unidad Militar de Emergencias (UME), bomberos y equipos de Protección Civil para contener el fuego y garantizar la seguridad de los habitantes.

## Evacuaciones
El campamento de montaña de Manzaneda fue evacuado preventivamente, trasladando a los menores y monitores a zonas seguras bajo supervisión de las autoridades. Además, varios núcleos poblacionales cercanos fueron desalojados por precaución debido a la proximidad del incendio.

## Impacto
El fuego arrasó más de 3.000 hectáreas de terreno forestal y agrícola, generando importantes daños ambientales y alteraciones en la infraestructura local. Afortunadamente, no se registraron víctimas mortales ni heridos graves.

## Repercusiones
El incendio de Chandreja de Queija fue considerado el peor de Galicia en 2025 por la extensión de la superficie afectada y la rapidez de propagación del fuego. Las autoridades autonómicas destacaron la coordinación de los recursos de emergencia y el papel crucial de la UME y los bomberos en la contención del incendio.